# Operação Limousin

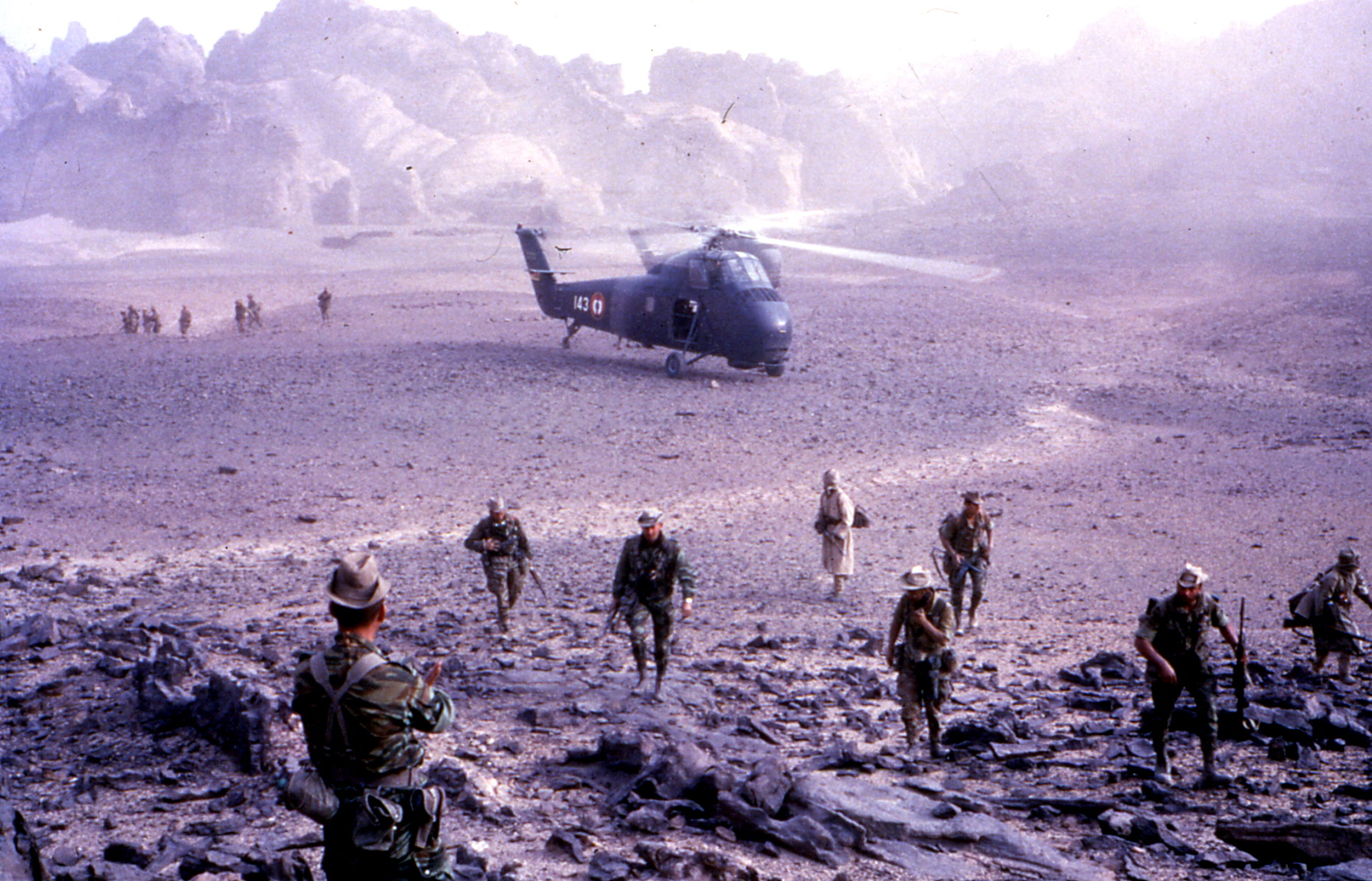
Helicóptero da Marinha Francesa e paraquedistas franceses em 1971

A Operação Limousin (em francês:  Opération Limousin) foi uma operação militar realizada no Chade de 1969 a 1971 por unidades militares francesas com o objetivo de intervir contra a Frente de Libertação Nacional do Chade (FROLINAT), que promovia uma guerra de guerrilha e ameaçava a capital N'Djamena. Esta foi a maior operação de contra-insurgência desde a Guerra da Argélia, mas também a primeira operação externa das Forças Armadas Francesas na África.